# 心遠館
心遠館（しんえんかん、英: Shin'enKan）は、アメリカ合衆国カリフォルニア州ニューポートビーチにある日本画収集家ジョー・D・プライスの財団名、邸宅の通称である。

## 概要
心遠館という名称は伊藤若冲の画号に因んでいる。プライスコレクションは伊藤若冲、長沢芦雪の作品、琳派の作品、肉筆浮世絵などの日本画約600点から構成され、このうち1980年以前に購入した約190点はロサンゼルス・カウンティ美術館日本館に寄託、残りの約400点が心遠館に収蔵されていたが、これらのうち約190点は2019年に出光美術館に売却されている。

## 旧心遠館
プライスはオクラホマ州に生まれ、父の会社でパイプラインの事業に携わっていたが、1953年にニューヨークの画廊で自身にとっては未知の存在であった伊藤若冲の作品を初めて購入したことを契機に日本美術の蒐集を開始した。その後コレクションを増やし、フランク・ロイド・ライトの弟子で大学の同窓生のブルース・ゴフが設計した1981年当時のオクラホマの自宅に財団「心遠館」を設立したが、このオクラホマの旧宅（旧心遠館）は1996年に放火で焼失してしまった。

## 新心遠館
1988年に自己資金と日本企業の寄付などによりロサンゼルス・カウンティ美術館内に日本館を設立し、こちらにプライス・コレクション約200点を寄託し、日本館完成の数年後に完成した新しい自宅（新心遠館）に残りのコレクションを収めた。この新心遠館は、ゴフの死後に弟子のバート・プリンスに設計が受け継がれて完成した。新心遠館は特徴的な有機的なデザインをしており、電動ブラインドの開閉により自然光で作品を鑑賞できる鑑賞室や茶室などを備えている。新心遠館は設計図が米国の国立図書館に保管されており、プライス自身は私の履歴書の中で「現代アメリカ建築の代表作の一つ」と言及した。

## 所蔵品

### 伊藤若冲
- 「葡萄図」（紙本墨画）
- 「松に鷹図」（絹本墨画）
- 「旭日雄鶏図」（絹本着色）
- 「猛虎図」（絹本着色）
- 「鳥獣花木図屏風」（紙本着色、6曲1双）

### 長沢芦雪
- 「猛虎図」（絹本着色）
- 「牡丹孔雀図屏風」（紙本着色、2曲1双）
- 「軍鶏図」（紙本墨画淡彩）
- 「幽霊図」（絹本墨画淡彩）

### 琳派
- 「三味線を弾く芸者図」（中村芳中、紙本墨画淡彩）
- 「十二か月花鳥図」（酒井抱一、絹本着色、12幅）
- 「三十六歌仙図屏風」（酒井抱一、紙本金地着色、2曲1双）
- 「佐野渡図屏風」（酒井抱一、紙本金地着色、2曲1双）
- 「飴売り図」（鈴木其一、紙本墨画）
- 「月下波上千鳥図」（鈴木其一、絹本墨画淡彩）

### 肉筆浮世絵
- 「雪中美人図」（礒田湖龍斎、絹本着色）
- 「二美人図」（勝川春章、絹本着色）
- 「鍾馗図」（勝川春英、絹本着色）
- 「五美人図（見立琴棋書画図）」（勝川春鱗、絹本着色）
- 「二美人図」（伝喜多川菊麿、紙本着色）
- 「文読む美人図」（歌川国貞、絹本着色）
- 「風俗図扇面画帖」（英一珪・歌川国貞、12面、紙本着色）
- 「妓楼酒宴図」（河鍋暁斎、絹本着色）
- 「閻魔と地獄太夫図」（河鍋暁斎、絹本着色）
- 「百福図」（雅熙、絹本着色、江戸時代から明治時代）
- 「お多福鬼図」（柴田是真、絹本着色）